# Aphis
Genre
Aphis est un genre d'insectes de l'ordre des hémiptères, de la famille des Aphididae (appelés couramment "pucerons"), qui comprend de très nombreuses espèces dont beaucoup sont des ravageurs des cultures.
Plusieurs espèces semblent pouvoir profiter du stress des plantes, dont celui induit par une autoroute par exemple.

## Liste des espèces
- Aphis citricola Van Der Goot, 1912 - puceron vert des citrus, puceron des spirées
- Aphis craccivora Koch, 1854 - puceron de la gourgane, puceron noir de la luzerne
- Aphis fabae Scopoli, 1763 - puceron du haricot, puceron noir de la fève
- Aphis forbesi Weed - puceron vert du fraisier, puceron des racines du fraisier
- Aphis gossypii Glover, 1877 - puceron du melon, puceron du cotonnier
- Aphis glycines Matsumura, 1917 - puceron du soja
- Aphis grossulariae Kaltenbach - puceron vert du groseillier épineux
- Aphis middletonii Thomas, 1879
- Aphis mizzou
- Aphis nasturtii Kaltenbach, 1843 - puceron du nerprun
- Aphis nerii Fonscolombe, 1841
- Aphis oenotherae Oestlund, 1887
- Aphis oestlundi Gillette, 1927
- Aphis pomi de Geer - puceron vert non migrant du pommier
- Aphis schneideri Börner - puceron vert du groseillier à grappes et du cassissier
- Aphis sambuci Linnaeus

Noms en synonymie
- Aphis platanicola, un synonyme de Tinocallis platani